# Ada Falcón
Aída Elsa Ada Falcone, mais conhecida por seu pseudónimo Ada Falcón (Buenos Aires, 17 de agosto de 1905 – Córdoba, 4 de janeiro de 2002) foi uma cantora argentina de tango. Desenvolveu uma breve mas jeitosa carreira entre 1925 e 1938, durante a qual também participou em três filmes: El festín de los caranchos, Teu berço foi uma conventilha e Ídolos de la radio. Para mediados da década de 1930, tinha-se convertido numa das cantoras de tango mais relevantes do momento, ao igual que Azucena Maizani, Libertad Lamarque e Mercedes Simone.
Manteve uma relação sentimental com o músico Francisco Canaro, com quem trabalhou dez anos. Apelidada «A emperatriz do tango», Falcón foi a inspiração de Canaro para a composição do vals «Yo no sé qué me han hecho tus ojos» [Eu não sê que me fizeram teus olhos]. Retirou-se supressivamente em 1942 e passou o resto de sua vida num convento de Córdoba.

## Biografia

### Infância e juventude
Ada Falcón nasceu em 1905 como Aída Elsa Ada Falcone na estadia «Os Paraísos» situada no partido de Ituzaingó, como a menor das filhas de Miguel Nazar Anchorena, um proprietário de uma estância tucumano com campos em Junín, e Cornelia Boesio. Suas outras irmãs também foram cantoras ainda que de menor transcendência, Amanda e Adhelma. Dantes de que Aída/Ada nascesse, seu pai viajou a França, doente de cancro, e faleceu aí.
À idade de quatro anos, manifestou-lhe a sua mãe que desejava cantar e pouco depois, estreia como a «joyita argentina» na Sociedade de São Vicente de Paulo; sua mãe encarregou-se de definir seu nome artístico, encurtando seu apelido a «Falcón». Em 1919, com mal 14 anos, participou de um filme muda titulada O banquete dos caranchos, pouco depois de ter interpretado algumas tonadillas no Teatro Apolo. Seus trabalhos artísticos impediram-lhe assistir normalmente à escola, pelo que deveu instruir em sua casa.

### Consagração artística
Sua carreira alternou-se entre variedades e quadros de revistas, até que em 15 de julho de 1925 começou o seu trabalho com a gravadora de RCA Victor, acompanhada pela orquestra de Osvaldo Fresedo. Falcón foi a terceira mulher argentina em gravar um disco, após Rosita Quiroga e Azucena Maizani, quem fizeram-no em 1923. A Falcón, sucedeu-a Tita Merello, Libertad Lamarque e Mercedes Simone em 1927, e Tania em 1930.
Retornou em 1929, para o selo Odeón, depois da aprovação do pianista Enrique Delfino, quem acompanhou-a junto ao violonista Manuel Parada em 14 temas. A diferença das clássicas vozes agudas da época, Falcón impôs-se com um registo de mezzosoprano. O 24 de julho de 1929, começou sua relação trabalhista com Francisco Canaro, com quem trabalhou em ao redor de 180 oportunidades, começando com a gravação do tango «A morocha». Para a década de 1930, chegaria a gravar com a sua orquestra quinze discos por mês, ao mesmo tempo que estreia em Rádio Cultura, Stentor, Splendid, Argentina, Prieto, Belgrano e O Mundo.
Mais tarde, em 1934, participou no filme sonoro Ídolos da rádio, dirigida por Eduardo Morera, actuando como coprotagonista junto a Ignacio Corsini, Olinda Bozán, Dorita Davis e Tita Merello. Seu estilo identificativo ficou plasmado em temas tais como «Três esperanças», «Inveja», «Destellos», «Coração de ouro», «A pulpera de Santa Luzia», «Caminito» e «Cambalache», mas, sobretudo, em «Eu não sê que me fizeram teus olhos», no que Canaro, quem se sentia atraído profundamente por Falcón, se inspirou nos olhos chamativos dela para o compor. Em 1995, recordou ao diário Clarín: «Que olhos! Você não se imagina o que era eu. Bastava com olhar-me os olhinhos das bochechas, os dentes, as pernas. Dizia Discépolo de mim: "É tão divina, que faz mal a olhar"». Canaro estava casado e não disposto a deixar a sua anterior esposa. Segundo conta-se, esta chegou a aceitar o divórcio, mas com a condição de que Canaro repartisse com ela a sua fortuna em partes iguais. Outras versões dizem que Ada sofreu o engano da sua irmã Adhelma com Canaro e nunca mais voltou a lhe falar a ambos.
Em 1935, Falcón, em seu maior período de esplendor, decidiu que não realizaria mais apresentações em público, e Rádio O Mundo lhe pôs a sua disposição a salga «F», de menores dimensões, à qual denominavam «a sala Falcón». Em 28 de setembro de 1938, decidiu finalizar a sua carreira trabalhista com Francisco Canaro e suas actuações foram mais esporádicas. Para 1940, terminou cantando por trás de um cortinado escondida de seus próprios músicos. Em 1942, gravou seu último disco com dois temas, o tango «Coração encadeado» e o vals «Viverei com tua lembrança» (ambos de Francisco Canaro e Ivo Pelay).

### Retiro e vida posterior
Falcón teve um apaixonado romance com Francisco Canaro que durou mais de 10 anos, sendo amantes já que ele já estava casado com uma francesa.
Supressivamente, retirou-se completamente do meio artístico, vendeu a sua casa de três andares de Palermo Chico, seus dois automóveis e repartiu a maioria de seus bens entre seus alegados. Depois, decidiu mudar com a sua mãe a uma casa de segunda mão localizada em Salsipuedes, nas serras de Córdoba. Inicialmente a sua activa vida religiosa, sobretudo na igreja de Pompeya, levou a criar o rumor de que tinha tomado os hábitos e se tinha convertido em freira. Ante as numerosas visitas à igreja, a imprensa gráfica qualificou-a como «lameira aos 20, freira aos 40». Em março de 1982, ano em que ofereceu algumas entrevistas excepcionais, comentou numa reportagem: «Em plena juventude tive riquezas e beleza, tive uma visão maravilhosa do Senhor e não vacilei um instante no deixar todo e enclausurar nas serras com mamita, num convento franciscano, e viver com humildade. Desde que nasci, dormi junto à minha mãe, e sua morte destroçou-me». Sua mãe morreu com mais de noventa anos em 1981 e depois do facto, se alojou em seu carácter de terceira franciscana numa casa de retiro.
Em 1989, regressou a Buenos Aires e acusou a Odeón de não querer reeditar seus discos (quando o verdadeiro era que ela não o permitia), acusando também a sua irmã Adhelma de cantar pelos povos se fazendo passar por ela e assinando autógrafos com o seu nome. Adhelma, dois anos mais velha que Ada, estreia em Rádio Belgrano e gravou um disco para Brunswick, ao mesmo tempo que trabalhou para emissoras como O Mundo, Fénix, Stentor ou Excelsior. Falcón não teve mais contacto com a sua irmã Adhelma a partir do seu retiro em 1942, e se ignora a data de falecimiento desta última, ainda que alguns coincidem em que foi em 2003. Ada Falcón foi difusa e ambigua sobre a relação com a sua irmã, limitando-se a explicar: «durante trinta anos cobrou outra pessoa todos os meus direitos; foi uma vingança de uma pessoa muito poderosa que já morreu, que me disse que me ia fazer morrer de fome».
Durante as suas últimas décadas, Falcón ingressou no lar de idosos das irmãs de São Camilo, localizado na localidade de Molinari, a uns 5 quilómetros de Cosquín. Em 2002, foi entrevistada para o documentário sobre sua vida Eu não seu que me fizeram teus olhos, de Sergio Wolf e Lorena Muñoz. Na última cena do filme, Wolf perguntou-lhe se teve um grande amor, ao que Falcón responde: «Não lembro». Mais adiante, Wolf comentou ao respeito: «Achamos que tinha demência senil ou algo parecido. As freiras tinham-nos dito que ela não sabia ler e quando eu lhe mostrava revistas as lia perfeito. Vos podeis pensar o que queiras do que ela diz. Eu acho que há uma zona indiscernível entre o que pode ser a selecção da memória em alguém dessa idade e a sua doença».

### Falecimento
Falcón faleceu de causas naturais depois de um longo período com arteriosclerose, em 4 de janeiro de 2002 aos 96 anos no lar de idosos da congregação de São Camilo, na localidade de Molinari, a 5 quilómetros de Cosquín. Seus restos foram transladados a Buenos Aires, onde foram exumados no panteão de SADAIC no cemitério da Chacarita, a metros de Canaro.

## Homenagens
Em 2003, estreou-se um documentário sobre a sua vida Eu não sei que me fizeram teus olhos (2003), dirigido por Sergio Wolf e Lorena Muñoz, e com a participação de José Martínez Suárez. O diário Clarín publicou: «Como os clássicos do género aos que homenageia, o filme está narrado por uma voz que, em tom sombrio, melancólico, descreve o seu andar, explica as razões de sua busca e reflexiona sobre o que vai vendo e descobrindo. Ao final, quando um fantasma do presente observe a um fantasma do passado e se refira a ela em terceira pessoa ("Pobre Ada", dirá a velha citada, vendo um video por televisão, numa das cenas mais emocionantes que deu o cinema em muito tempo), o fascinante mistério de Ada Falcón terá dado uma volta completa. E o tempo ficará, definitivamente, congelado num eterno presente.» O documentário obteve um prêmio Cóndor de Prata, um prêmio Clarín, dois reconhecimentos do Festival de Cinema de Havana e outro de BAFICI como Melhor Documentário em 2004.
Em 2010 o seu romance com Canaro foi representado num unitário do ciclo televisivo O que o tempo nos deixou, por Telefé, titulado Te quero. Falcón foi interpretada por Julieta Díaz em sua época de esplendor e por Hilda Bernard em seus últimos anos, enquanto o papel de Canaro esteve a cargo de Leonardo Sbaraglia.
A casa que habitasse em Salsipuedes, tem sido reciclada e convertida em museu privado no ano 2013, conhecido como Casona & Museu A Joyita, no qual se conservam mobiliário, obras de arte e lembranças da cantora.

## Filmografia
- Viviré con tu recuerdo (2016)
- Yo no sé que me han hecho tus ojos (2003)
- Ídolos de la radio (1934)
- Tu cuna fue un conventillo (1925)
- El festín de los caranchos (1919)